# Ultra (Mira Loma)
Ultra is een merk van motorfietsen.
Ultra Motorcycle Company, Bikers Dream, Mira Loma, Californië. 
Het Amerikaanse bedrijf Bikers Dream bouwt onder de naam Ultra zware cruisers. De blokken komen waarschijnlijk van S&S.
- Er was ooit een Italiaans merk met deze naam, zie Ultra (Italië)